# Les Manants du roi
Pour le docufiction de 2018, voir Les Manants du roi (film).
Les Manants du roi (1793-1950) est un recueil de nouvelles de Jean de La Varende publié en 1938 aux éditions Plon. Sur les onze nouvelles publiées, trois étaient inédites. Les autres avaient déjà paru dans La Revue normande, La Revue universelle, Candide et La Revue de Paris. 
L'ouvrage est dédié à René Fauchois.

## Titres des nouvelles[1]
1. Comment ils surent... [22 janvier 1793], nouvelle.
2. La Favillana [décembre 1799], nouvelle.
3. La Course au roi [août 1830], nouvelle.
4. Fidélité [1850], nouvelle.
5. Les Frères ennemis [1883], nouvelle.
6. Les Derniers Chouans [18 février 1906], nouvelle.
7. La Fugue, inédit [1926], nouvelle.
8. L'Enterrement civil, inédit [1927], nouvelle.
9. La Procession [1928], nouvelle.
10. Le Hobereau, inédit [1935], nouvelle.
11. La Mort du chêne [1950], nouvelle.

## Éditions
- Les Manants du roi, Paris : Plon, 1938, 271 p.
- Les Manants du roi, Paris : Livre de poche, 1957, 245 p.